# Köln-Stammheim (przystanek kolejowy)
Köln-Stammheim – przystanek kolejowy w Kolonii, w kraju związkowym Nadrenia Północna-Westfalia, w Niemczech. Znajdują się tu 2 perony.
| Köln-Stammheim                |
| Linia Köln Hbf – Duisburg Hbf |
| Köln-Mülheim                  |